# Ervas culinárias

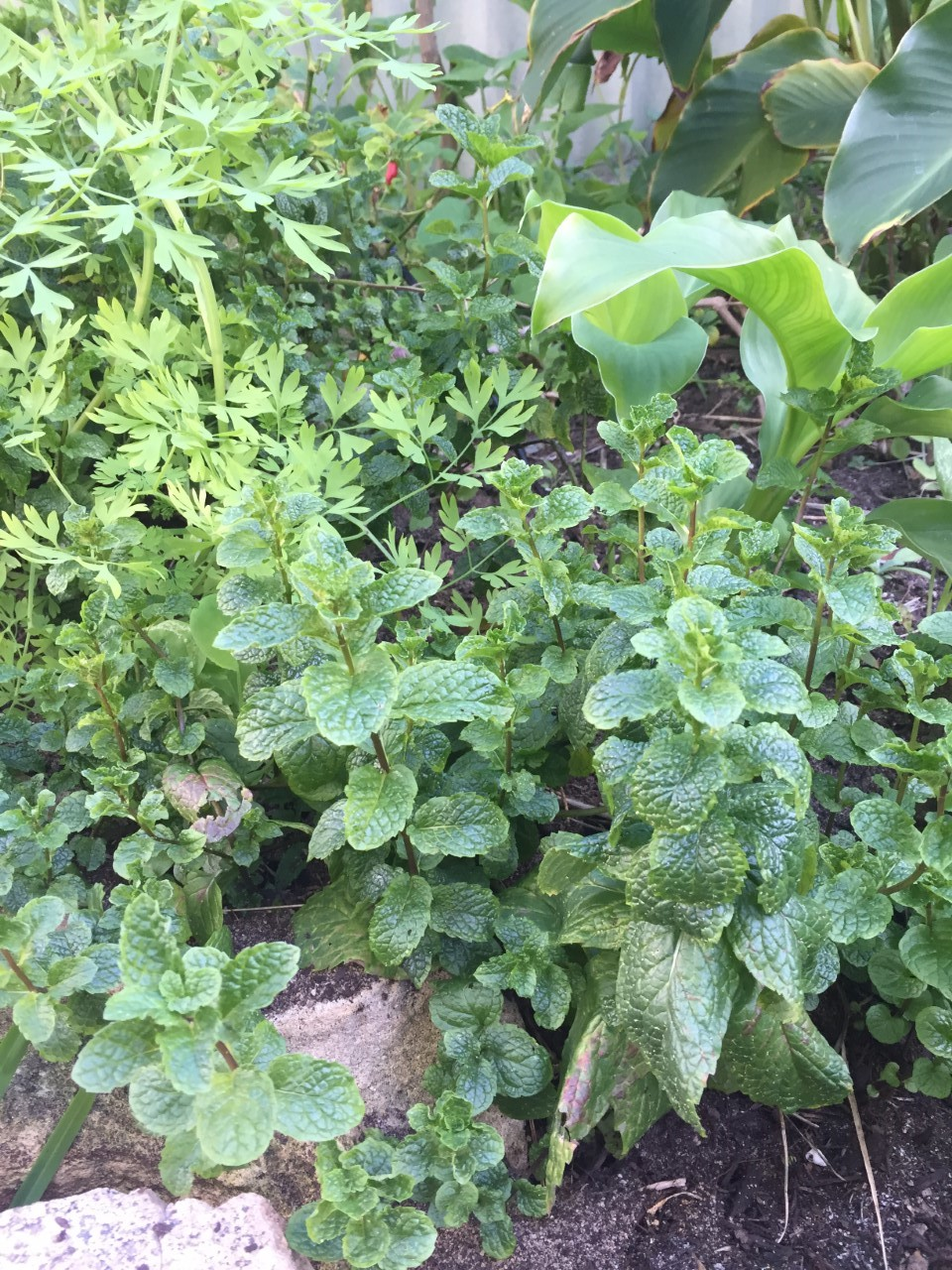
Uma variedade de ervas podem ser vistas neste jardim, inclusive menta.

No uso geral, as ervas são um grupo de plantas amplamente distribuído e difundido, excluindo os legumes e outras plantas consumidas para obter macronutrientes, com propriedades salgadas ou aromáticas, usadas para dar sabor e enfeitar alimentos, para fins medicinais ou para fragrâncias. O uso culinário normalmente distingue as ervas das especiarias. As ervas geralmente se referem às folhas verdes ou às partes floridas de uma planta (frescas ou secas), enquanto as especiarias são geralmente secas e produzidas a partir de outras partes da planta, incluindo sementes, cascas, raízes e frutos.
As ervas têm uma variedade de usos, inclusive culinários, medicinais, aromáticos e, em alguns casos, espirituais. O uso geral do termo "erva" difere entre ervas culinárias e ervas medicinais; no uso medicinal ou espiritual, qualquer parte da planta pode ser considerada "erva", incluindo folhas, raízes, flores, sementes, casca da raiz, casca interna (e câmbio), resina e pericarpo.

Na botânica, o substantivo "erva" refere-se a uma "planta que não produz um caule lenhoso", e o adjetivo "herbáceo" refere-se a partes da planta que são verdes e de textura macia".

"O que é uma erva?" "A amiga dos médicos e o elogio dos cozinheiros"

Alcuíno de Iorque e seu aprendiz Carlos Magno

## Definição

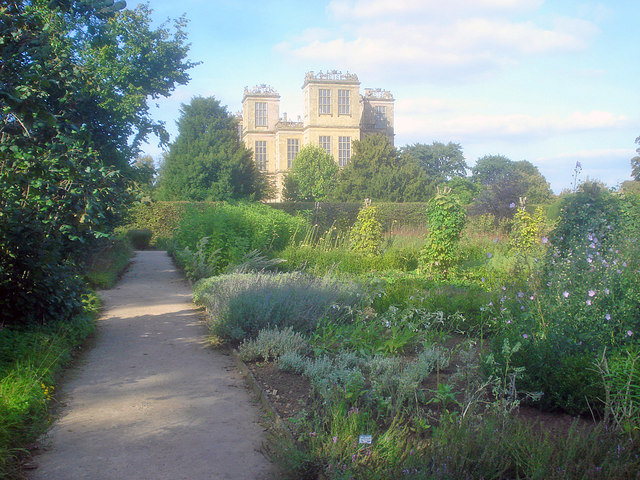
Jardim de ervas em Hardwick Hall, Derbyshire, Inglaterra, originalmente plantado na década de 1870 por Lady Louisa Egerton, recriado pelo National Trust, seguindo em grande parte o projeto original.

Na botânica, o termo erva se refere a uma planta herbácea, definida como uma planta pequena, espermatófita, sem caule lenhoso, na qual todas as partes aéreas (ou seja, acima do solo) morrem ao fim de cada estação de crescimento. Normalmente, o termo se refere a plantas perenes, embora as plantas herbáceas também possam ser anuais (plantas que morrem ao fim da estação de crescimento e voltam a crescer a partir de sementes no próximo ano), ou bienais. Esse termo contrasta com o de arbustos e árvores, que possuem um caule lenhoso. Os arbustos e as árvores também são definidos em termos de tamanho, sendo que os arbustos têm menos de dez metros de altura e as árvores podem crescer mais de dez metros. A palavra herbácea é derivada do latim herbāceus, que significa "gramíneo", de herba "grama, erva".
Outro sentido do termo erva pode se referir a uma gama muito maior de plantas, com usos culinários, terapêuticos ou outros. Por exemplo, algumas das ervas mais comumente descritas, como sálvia, alecrim e lavanda, seriam excluídas da definição botânica de erva, pois não morrem a cada ano e possuem caules lenhosos. Em um sentido mais amplo, as ervas podem ser herbáceas perenes, mas também árvores, subarbustos, arbustos, plantas anuais, lianas, samambaias, musgos, algas, líquens, e fungos. O herbalismo pode utilizar não apenas caules e folhas, mas também frutos, raízes, cascas e gomas. Portanto, uma definição sugerida de erva é uma planta útil para os seres humanos, embora essa definição seja problemática, pois pode abranger muitas plantas que não são comumente descritas como ervas.

## História
O filósofo grego Teofrasto dividiu o mundo das plantas em árvores, arbustos e ervas. As ervas passaram a ser consideradas em três grupos, a saber, ervas de vasos (cebolas, por exemplo), ervas doces (p. ex. tomilho) e ervas para saladas (p. ex. aipo selvagem). Durante o século XVII, como a seleção artificial mudou o tamanho e o sabor das plantas em relação à planta silvestre, as ervas de vasos começaram a ser chamadas de legumes, pois não eram mais consideradas adequadas apenas para um vaso.
A botânica e o estudo das ervas eram, em sua origem, principalmente um estudo dos usos farmacológicos das plantas. Durante a Idade Média, quando o humorismo orientava a medicina, postulava-se que os alimentos, que possuíam suas próprias qualidades humorais, podiam alterar o temperamento das pessoas. A salsa e a sálvia eram usadas frequentemente juntas na culinária medieval, por exemplo, no caldo de galinha, que havia desenvolvido uma reputação de alimento terapêutico no século XIV. Um dos molhos mais comuns da época, o molho verde, era feito com salsa e, muitas vezes, também com sálvia. Em uma receita do século XIV registrada em latim "para os lordes, para acalmar seu temperamento e aguçar seu apetite", o molho verde é servido com um prato de queijo e gemas de ovos inteiros cozidos em vinho diluído com ervas e especiarias.

## Reprodução
As ervas perenes são geralmente reproduzidas por meio de podas do caule, seja por podas de estruturas macias de crescimento imaturo, ou por podas de madeira dura em que a casca foi raspada para expor a camada de câmbio. Em geral, uma muda tem aproximadamente de 7 a 10 cm de comprimento. As raízes das plantas podem crescer a partir dos caules. As folhas são retiradas da parte inferior até a metade antes da muda ser colocada em um meio de crescimento ou enraizada em um copo d'água. Esse processo requer alta umidade no ambiente, luz suficiente e calor na zona da raiz.

## Uso

### Culinária
As ervas culinárias se distinguem dos legumes porque, assim como as especiarias, são usadas em pequenas quantidades e proporcionam sabor em vez de substância aos alimentos.

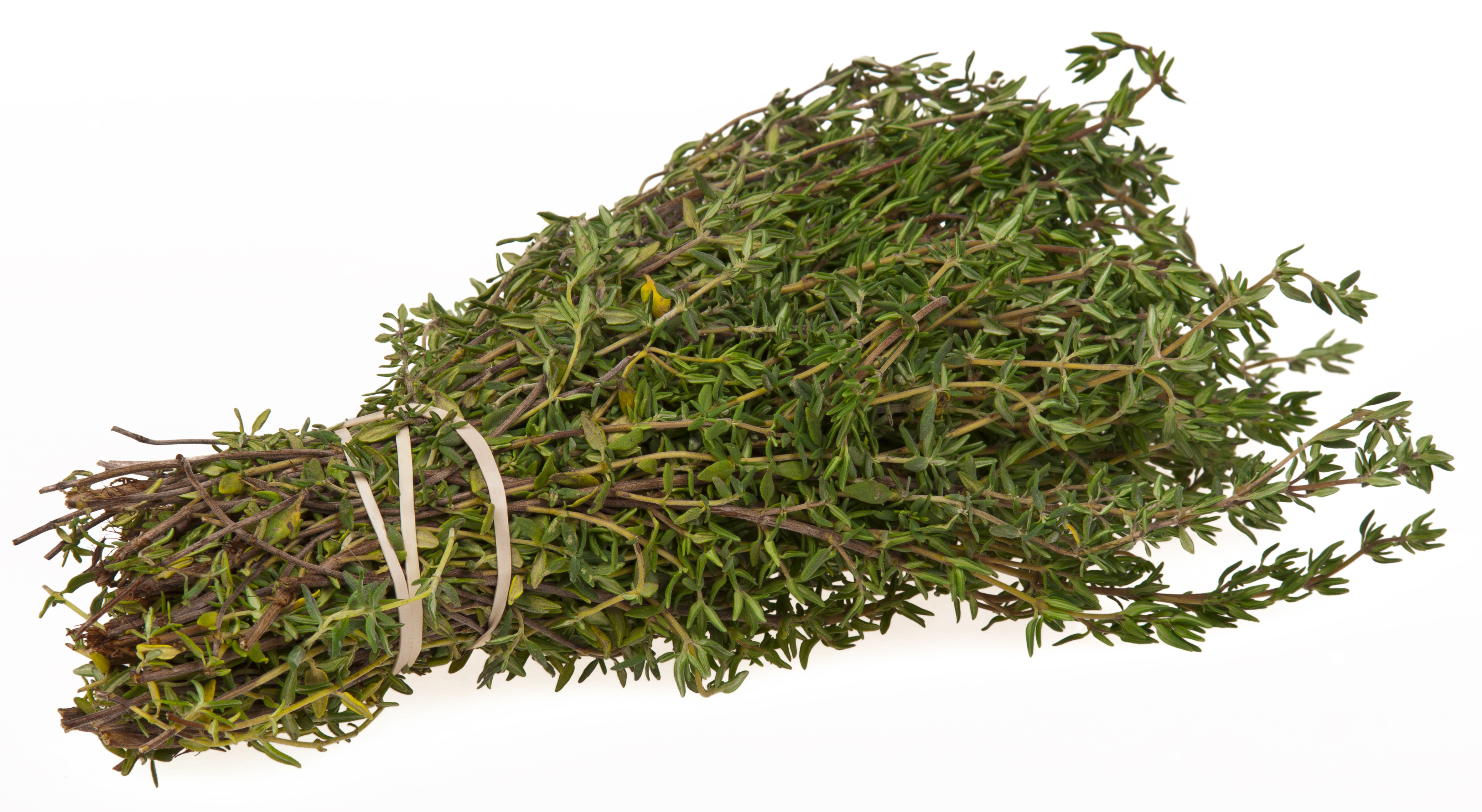
Maço de tomilho

As ervas podem ser perenes, como o tomilho, a sálvia ou a lavanda, bienais, como a salsa, ou anuais, como o manjericão. As ervas perenes podem ser arbustos, como o alecrim (Rosmarinus officinalis), ou árvores, como o louro (Laurus nobilis) - isso contrasta com as ervas botânicas, que, por definição, não podem ser plantas lenhosas. Algumas plantas são usadas como ervas e especiarias, como a erva e a semente de endro ou as folhas e sementes de coentro. Há também algumas ervas, como as da família da hortelã, que são usadas tanto para fins culinários quanto medicinais.
O imperador Carlos Magno (742-814) compilou uma lista de 74 ervas diferentes que deveriam ser plantadas em seus jardins. A conexão entre ervas e saúde já era importante na Idade Média europeia, Fôrma de Cury (ou seja, "culinária") promove o uso extensivo de ervas, inclusive em saladas, e reivindica em seu prefácio "o consentimento e o conselho dos mestres de física e filosofia da Corte do Rei".

### Chás
Algumas ervas podem ser infundidas em água fervente para fazer chás de ervas (também chamados de tisanas). Normalmente, são usadas folhas secas, flores ou sementes, ou ervas frescas. Os chás de ervas tendem a ser feitos de ervas aromáticas, não podem conter taninos ou cafeína, e normalmente não são misturados com leite. Exemplos comuns incluem chá de camomila, ou chá de hortelã. Os chás de ervas são frequentemente usados como fonte de relaxamento ou podem ser associados a rituais.

### Medicina

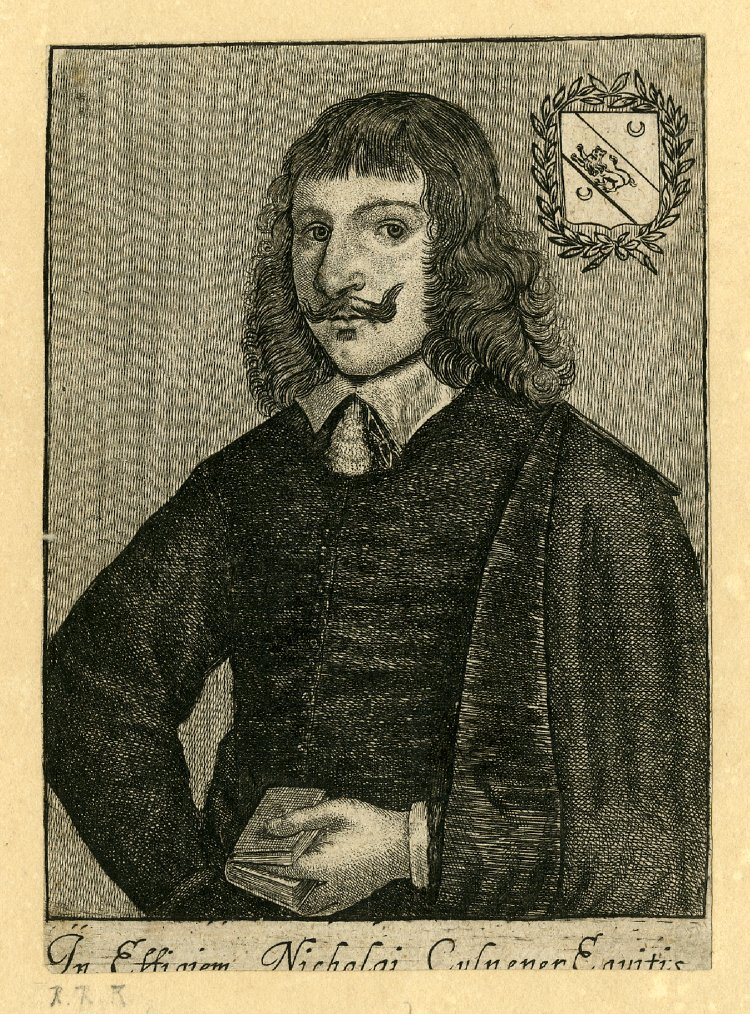
Nicholas Culpeper foi um botânico herbalista, médico e astrólogo inglês. (gravura de Richard Gaywood entre 1644 e 1662)

As ervas eram usadas na medicina pré-histórica, já em 5000 a.C., evidências de que os sumérios usavam ervas na medicina estavam inscritas em cuneiformes. Em 162 d.C., o médico Galeno era conhecido por preparar remédios complicados à base de ervas que continham até 100 ingredientes.
Algumas plantas contêm fitoquímicos que exercem efeitos sobre o corpo. Pode ocorrer algum efeito quando consumidas em pequenos níveis que caracterizam o "tempero" culinário, e algumas ervas são tóxicas em quantidades maiores. Por exemplo, alguns tipos de extrato de ervas, como o extrato de erva-de-são-joão (Hypericum perforatum) ou de kava (Piper methysticum), podem ser usados para fins médicos para aliviar a depressão e o estresse. Entretanto, grandes concentrações dessas ervas podem levar a uma sobrecarga tóxica que pode envolver complicações, algumas de natureza grave, e devem ser usadas com cautela. Também podem surgir complicações ao serem ingeridas com alguns medicamentos controlados.
As ervas são usadas há muito tempo como base da medicina tradicional chinesa, com uso que remonta ao primeiro século d.C. e muito antes. Na Índia, o sistema medicinal Aiurveda é baseado em ervas. O uso medicinal de ervas nas culturas ocidentais tem suas raízes no sistema de cura elementar hipocrático (grego), baseado em uma metáfora de cura elementar quaternária. Entre os herbalistas famosos da tradição ocidental estão Avicena (persa), Galeno (romano), Paracelso (suíço-alemão), Culpepper (inglês) e os médicos ecléticos com inclinação botânica da América do século XIX e início do século XX (John Milton Scudder, Harvey Wickes Felter, John Uri Lloyd). Os produtos farmacêuticos modernos tiveram suas origens em medicamentos herbais brutos e, até hoje, alguns medicamentos ainda são extraídos como compostos fracionados/isolados de ervas brutas e depois purificados para atender aos padrões farmacêuticos.
Há um registro datado de 1226 para "12d para Rosas para a Câmara do Barão" e em 1516 para flores e juncos para câmaras para Henrique IX.
Certas ervas contêm propriedades psicoativas que têm sido usadas para fins religiosos e recreativos pelos seres humanos desde o início da era holocênica, principalmente as folhas e os extratos de cannabis e coca. As folhas da coca foram consumidas pelas pessoas nas sociedades do norte do Peru por mais de 8.000 anos, enquanto o uso da cannabis como substância psicoativa remonta ao primeiro século d.C. na China e no norte da África.
Os aborígenes australianos desenvolveram uma "medicina do campo" com base em plantas que estavam prontamente disponíveis para eles. O isolamento desses grupos significava que os remédios desenvolvidos eram para doenças muito menos graves do que as doenças ocidentais que contraíram durante a colonização. Ervas como a hortelã do rio, a acácia e o eucalipto eram usadas para tosse, diarreia, febre e dores de cabeça.

### Rituais

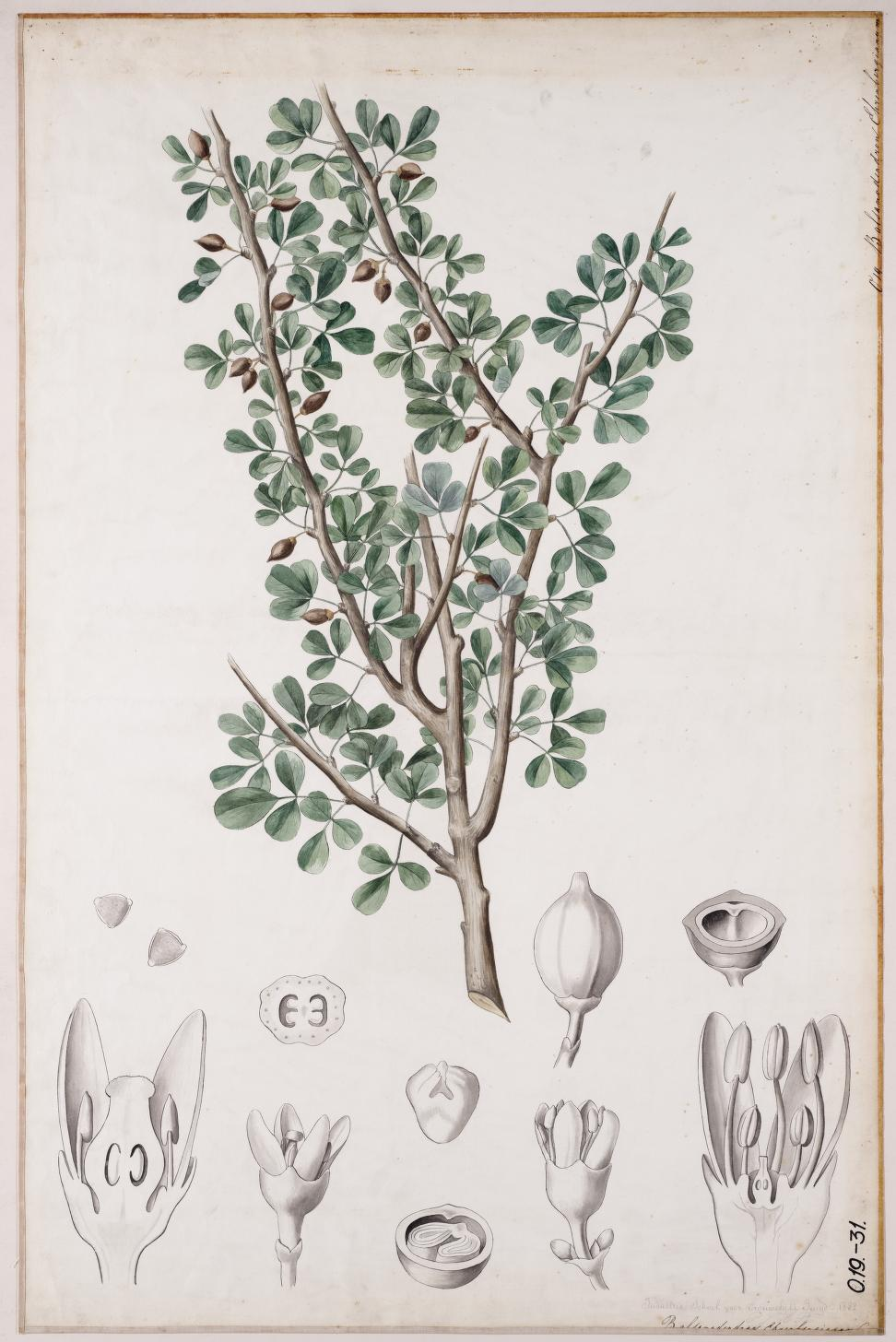
Commiphora gileadensis (Mirra de Gileade)

As ervas são usadas em muitas religiões. Durante a era monástica, os monges cultivavam ervas juntamente com vegetais, enquanto outras eram reservadas em um jardim medicinal para fins específicos. Por exemplo, a mirra (Commiphora myrrha) e o olíbano (Boswellia) na religião helenística, o amuleto das nove ervas no paganismo anglo-saxão, as folhas de nim (Azadirachta indica), as folhas de bael (Aegele marmelos), o manjericão sagrado ou tulsi (Ocimum tenuiflorum), a cúrcuma ou "haldi" (Curcuma longa), a cannabis no hinduísmo e a sálvia branca na Wicca. Os rastafáris também consideram a cannabis uma planta sagrada.
Os xamãs siberianos também usavam ervas para fins espirituais. As plantas podem ser usadas para induzir experiências espirituais em ritos de passagem, como buscas de visão em algumas culturas nativas americanas. Os nativos americanos Cherokee usam a sálvia branca e o cedro para limpeza espiritual e para defumação.

### Cosméticos
Originalmente, sempre houve dúvidas nas sociedades antigas, especialmente no meio cético das tradições ocidentais, quanto à eficácia dos medicamentos fitoterápicos. O uso de cosméticos à base de ervas remonta a cerca de seis séculos atrás nos países europeus e ocidentais. Misturas e cremes eram frequentemente preparados para clarear o rosto. Na década de 1940, os cosméticos à base de ervas deram uma guinada com o surgimento do batom vermelho, que a cada ano ganhava um vermelho mais intenso. Os cosméticos à base de ervas são oferecidos em várias formas, como cremes faciais, esfoliantes, batons, fragrâncias naturais, pós, óleos corporais, desodorantes e protetores solares. Eles são ativados pelo epitélio das glândulas sebáceas para tornar a pele mais elástica. Os óleos aiurvédicos são amplamente usados na Índia, valorizados por suas propriedades naturais benéficas à saúde.
Um método, talvez o melhor, usado para extrair óleos naturais de ervas para fazer batom é a cromatografia de partição. O processo envolve a separação em uma solução aquosa e, em seguida, a injeção de cor sob pressão.

### Outros
Algumas ervas também são espalhadas pelo chão das residências e de outros edifícios. Essas plantas geralmente têm odores perfumados ou adstringentes, e muitas também servem como inseticidas (para repelir pulgas, por exemplo) ou desinfetantes. Por exemplo, a Filipendula ulmaria às vezes era espalhada pelo chão na Idade Média por causa de seu cheiro adocicado.